# Mutación somática
Mutación somática, en genética, se denomina a aquella mutación que afecta a las células somáticas del individuo. Como consecuencia aparecen individuos mosaico que poseen dos líneas celulares diferentes con distinto genotipo. Una vez que una célula sufre una mutación, todas las células que derivan de ella por divisiones mitóticas heredarán la mutación. Un individuo mosaico originado por una mutación somática posee un grupo de células con un genotipo diferente al resto, cuanto antes se haya dado la mutación en el desarrollo del individuo mayor será la proporción de células con distinto genotipo. En el supuesto de que la mutación se hubiera dado después de la primera división del cigoto (en estado de dos células), la mitad de las células del individuo adulto tendrían un genotipo y la otra mitad otro distinto. Las mutaciones que afectan solamente a las células de la línea somática no se transmiten a la siguiente generación.
Se puede conocer el origen y el pasado de las células de los organismos multicelulares al analizar las mutaciones somáticas presentes en dichas células.